# Alberto Ruz Lhuillier

Lápida de Pakal.

Alberto Ruz Lhuillier (París, Francia, 27 de enero de 1906 - Montreal, Canadá, 25 de agosto de 1979) fue un arqueólogo francés nacionalizado mexicano. Destaca por sus exploraciones en las ciudades mayas de Mesoamérica, y especialmente por haber descubierto la tumba de Pakal el Grande en el Templo de las Inscripciones en Palenque, México.
Ruz vivió en Francia y en Cuba antes de llegar a México, a los treinta años, habiendo estudiado en la Escuela Comercial de París y en la Universidad de La Habana. En 1936, adoptó la ciudadanía mexicana, y se graduó como arqueólogo en 1942, en la Escuela Nacional de Antropología e Historia. Continuó estudiando postgrado en la UNAM, y recibió los títulos de Maestro y Doctor en 1945 y 1965, respectivamente.
A partir de 1940, se dedicó a la investigación arqueológica en el Instituto Nacional de Antropología e Historia (INAH), donde fue jefe de la Zona Maya entre 1949 y 1958, y Director de exploraciones arqueológicas en Campeche, Yucatán y Palenque. En la UNAM, fue profesor de la Facultad de Filosofía y Letras, y Director del Centro de Estudios Mayas. Fue miembro de varias instituciones académicas, entre otras de la Sociedad Mexicana de Antropología, de la Société des Américanistes, de la Société Suisse des Américanistes y de la Society of American Archaeology.

## Reconocimiento
En deferencia a los grandes servicios prestados al patrimonio cultural de México, sus restos descansan justo frente a la necrópolis que él mismo descubrió en Palenque, Chiapas.[cita requerida]